# Lucilia bufonivora
Espèce
Lucilia bufonivora est une espèce de diptères brachycères, une mouche de la famille des Calliphoridae et du genre Lucilia. Au stade larvaire, cette espèce eurasienne et nord-américaine  est un parasite externe obligatoire des grenouilles et crapauds et plus spécifiquement du crapaud commun. Cette myiase provoque irrémédiablement la mort de l'animal parasité.

## Description

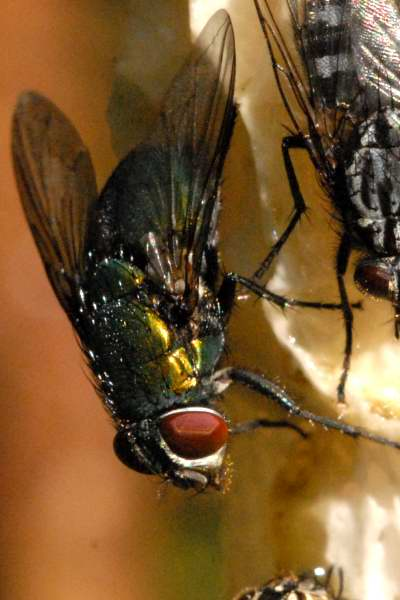
Imago femelle de Lucilia bufonivora

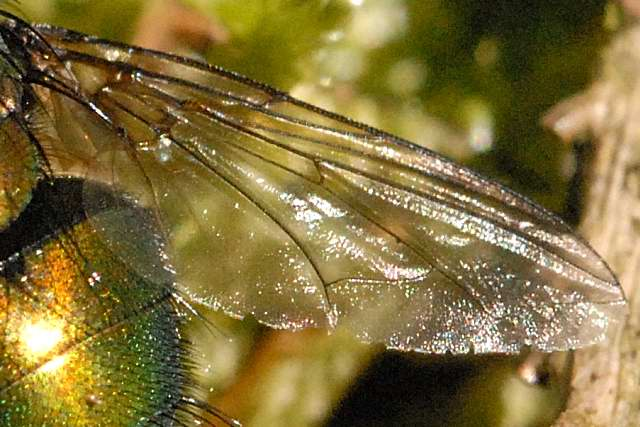
Aile de Lucilia bufonivora

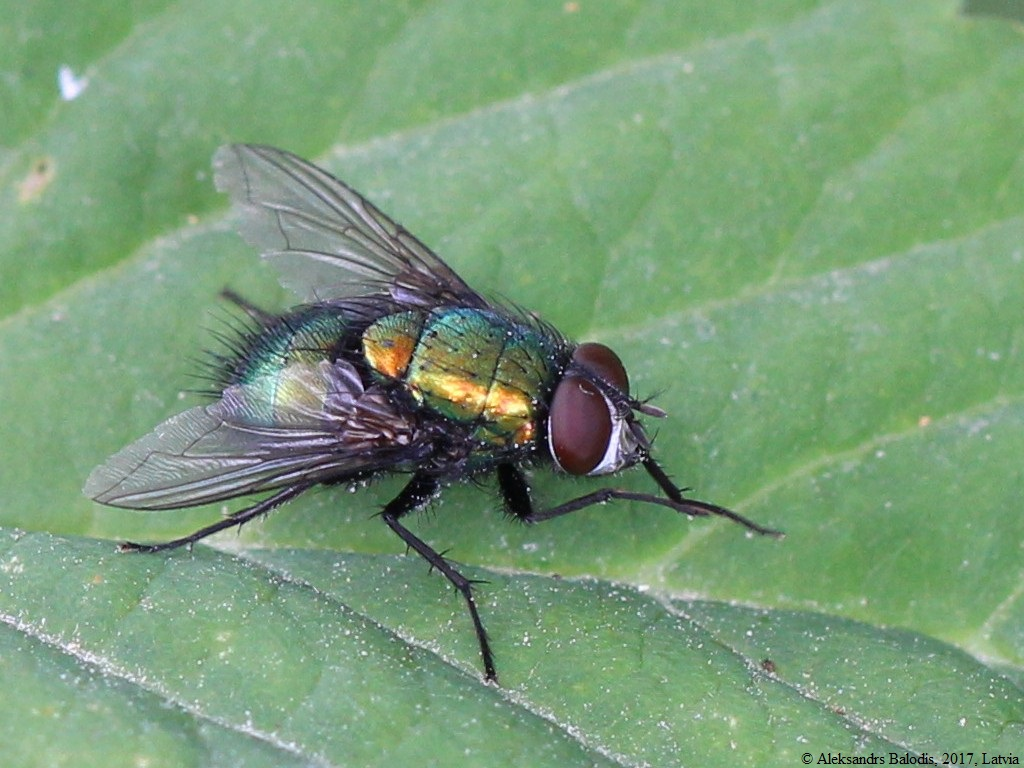
Mâle Lucilia silvarum, noter les trois soies acrosticales derrière la suture du thorax (Lettonie)

À l'instar de nombreuses mouches vertes, Lucilia bufonivora a de grands yeux composés bruns, un thorax et un abdomen d'un vert métallique brillant, revêtus de poils noirs hérissés et d'une paire d'ailes membraneuses, foncées, veinées et translucides. L'ensemble du corps mesure 9 mm de long. Les yeux du mâle se touchent au niveau des ocelles.
Le genre Lucilia est caractérisé par une nervure médiane de l'aile légèrement courbée vers la radiale, des yeux nus, pas de soies discales et des soies abdominales faibles. Ces mouches ont des genae noires, parfois partiellement rougeâtres, blanchâtres ou à pruinosité argentée, soies génales noires.
Lucilia bufonivora se distingue de ses congénères par une basicosta noire à brun foncé et deux soies acrosticales derrière la suture ainsi que des palpes brunes éclaircies et des cuillerons assombris. L'espèce proche Lucilia silvarum porte trois soies acrosticales derrière la suture,,,.

## Biologie

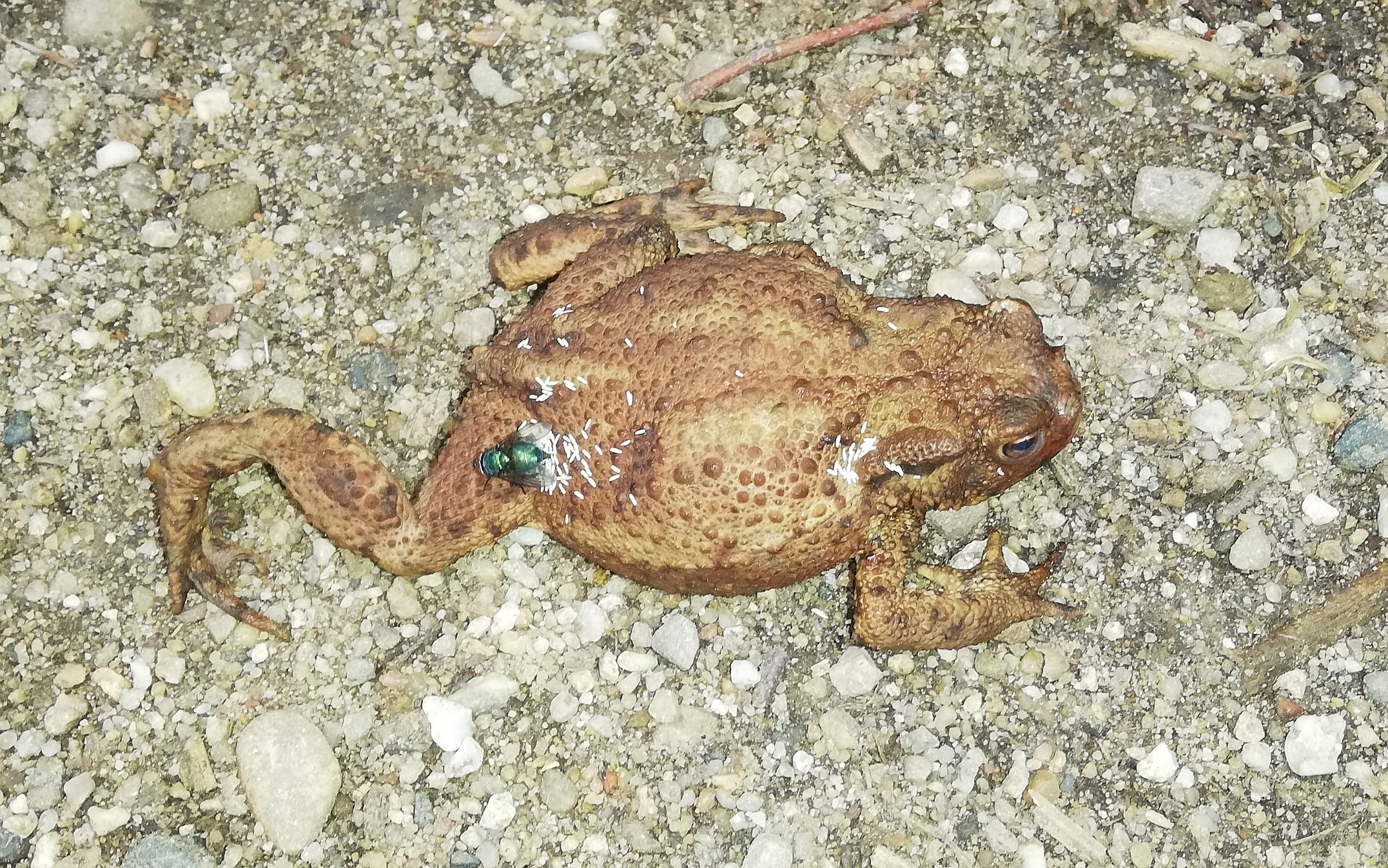
Femelle Lucilia bufonivora en ponte sur le dos d'un Crapaud commun (Allemagne)

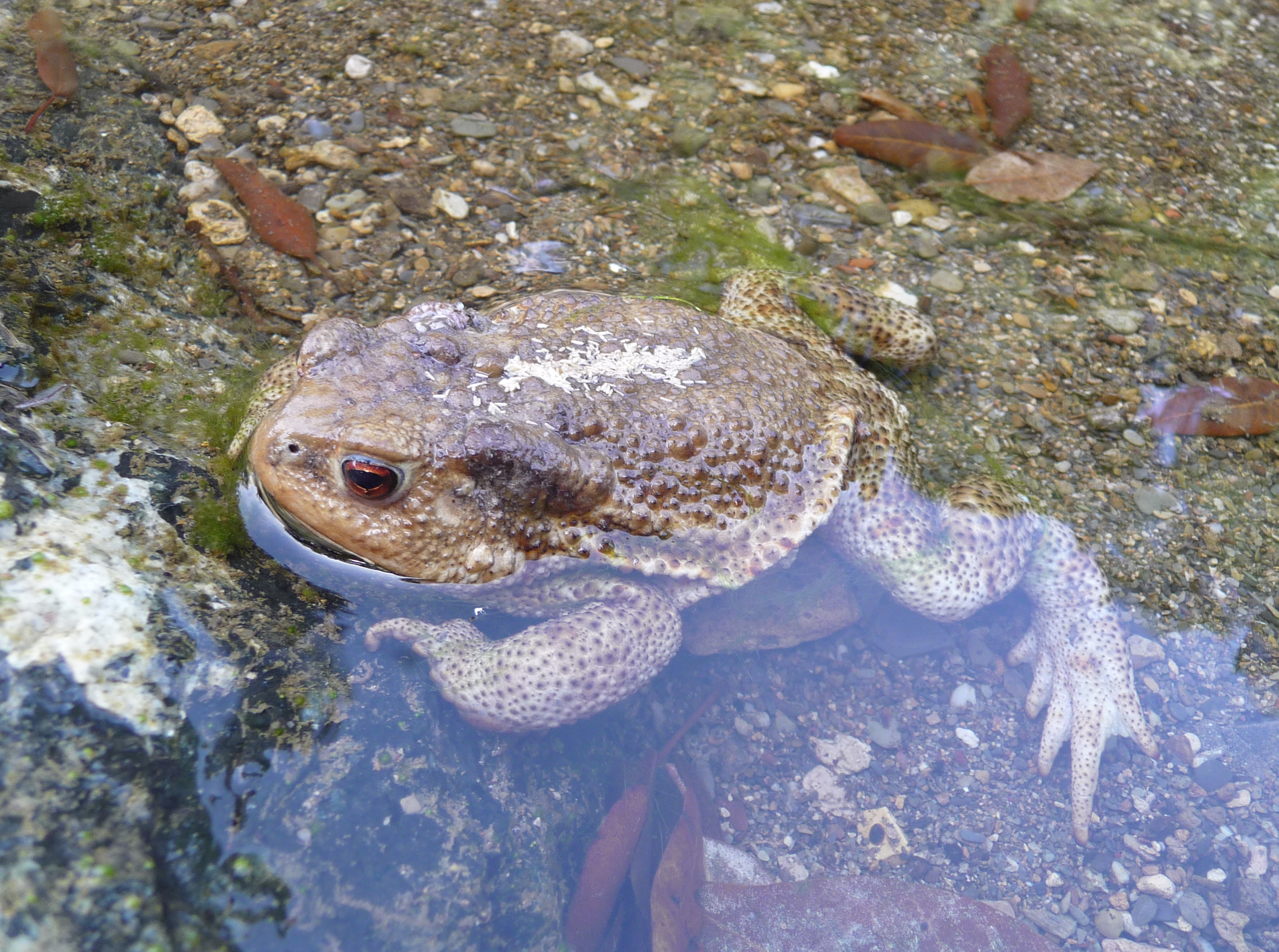
Jeunes larves de Lucilia bufonivora tout juste émergées sur le dos d'un Crapaud commun

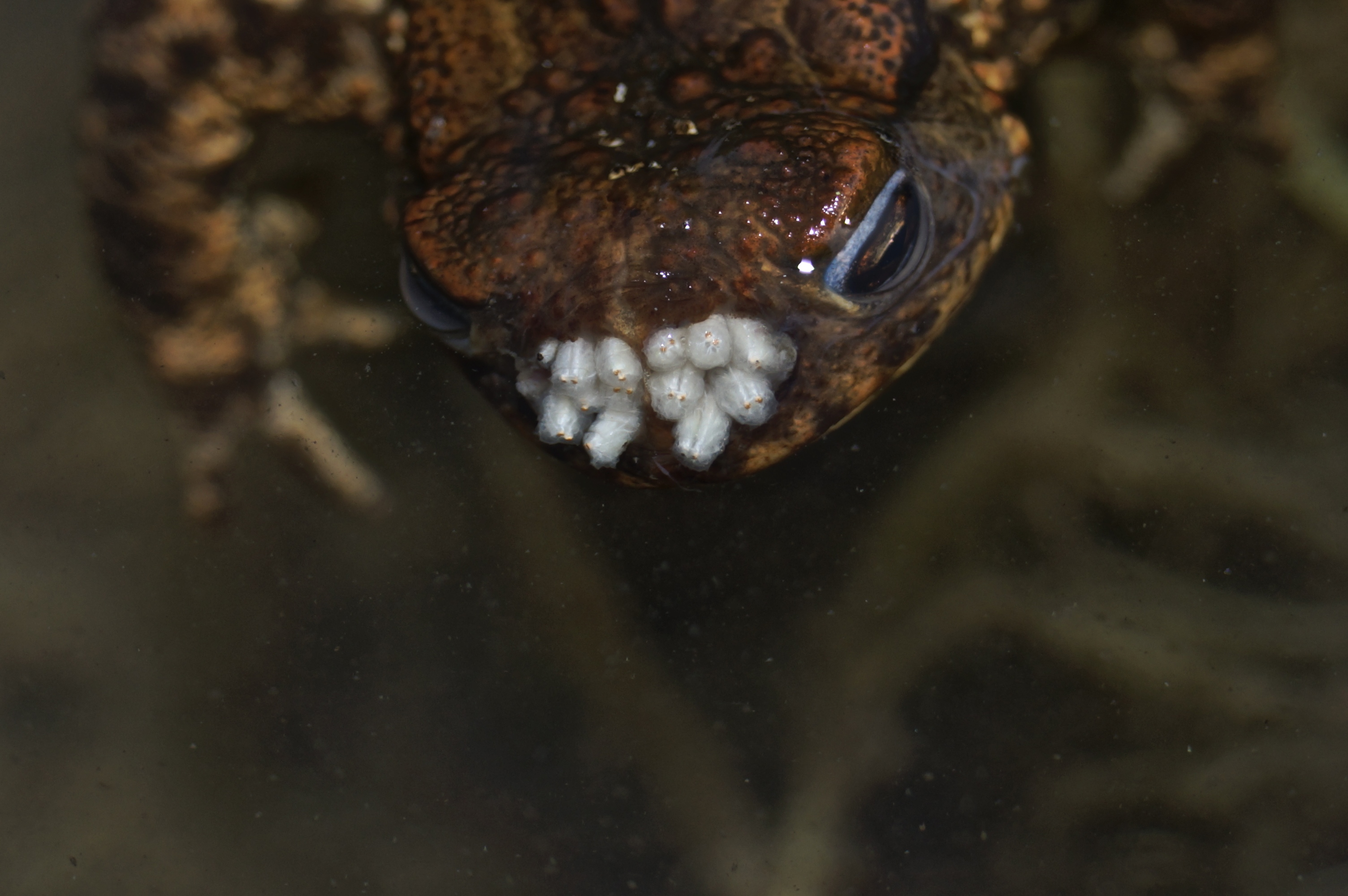
Larves de Lucilia bufonivora dans les narines d'un Crapaud commun (Toscane, Italie)

À partir de la fin du printemps (mai pour les latitudes d'Europe centrale), les adultes Lucilia bufonivora émergent de leur pupes et se nourrissent du nectar des Apiacées, à l'instar de nombreux Diptères parasitoïdes. Après fécondation, la femelle pond, au mois de juin, de plusieurs dizaines à quelques centaines d'œufs collant en forme de bâtonnets à l'arrière de la tête ou sur les flancs de son hôte. En peu de temps (selon la température, après quelques heures) de petites larves émergent de ces œufs et pénètrent par les narines dans la tête de l'hôte (plus rarement par les yeux ou la bouche). Elles se nourrissent des tissus crâniens, causant la mort de l'hôte en deux à trois jours. Les larves squelettisent la carcasse en 1 à 2 semaines selon leur densité, la température et l'infestation secondaire,,,.
L'hôte mort, apparaît une forte pression concurrentielle intra et interspécifique d'une multitude de diptères saprophages généralistes à l'intérieur et autour de la carcasse. Dans une expériences allemande de 2008, L. bufonivora représentait 50% du nombre d'individus appartenant à 11 espèces distinctes. De plus, le nombre d'espèces et d'individus par carcasse variait considérablement.  Dans l'étude citée, quelques carcasses n'ont données aucun imago de L. bufonivora. Soit les larves sont déplacées ou parasitées par d'autres diptères, soit d'autres espèces comme Lucilia sericata sont capables d'ectoparasitisme.
Une fois leur développement achevé, les larves se replient dans le sol humide sous la carcasse pour la pupaison. Après une à trois semaines, la prochaine génération de mouches en sort. Ainsi, jusqu'à quatre générations sont possibles au cours de l'été. Vers septembre, une cohorte de pupes reste dans le sol et hiberne afin d'établir la prochaine génération en mai de l'année suivante. Lors de cette diapause hivernale, la mortalité est élevée.

## Impact parasitaire

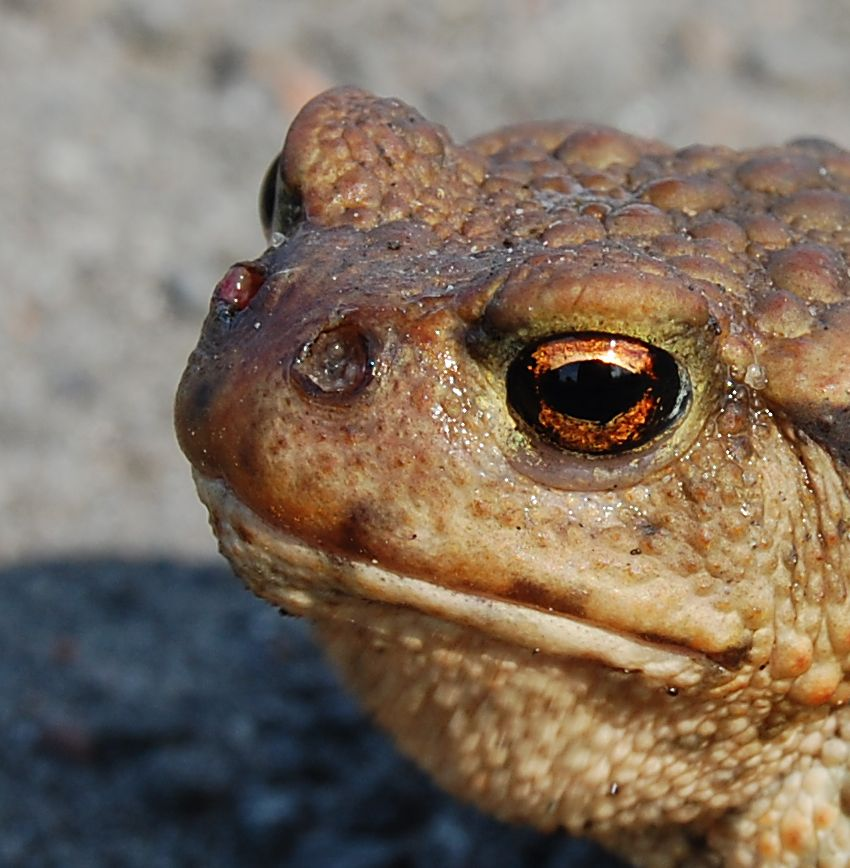
Infestation en cours sur un Crapaud commun (Bialogard, Pologne)

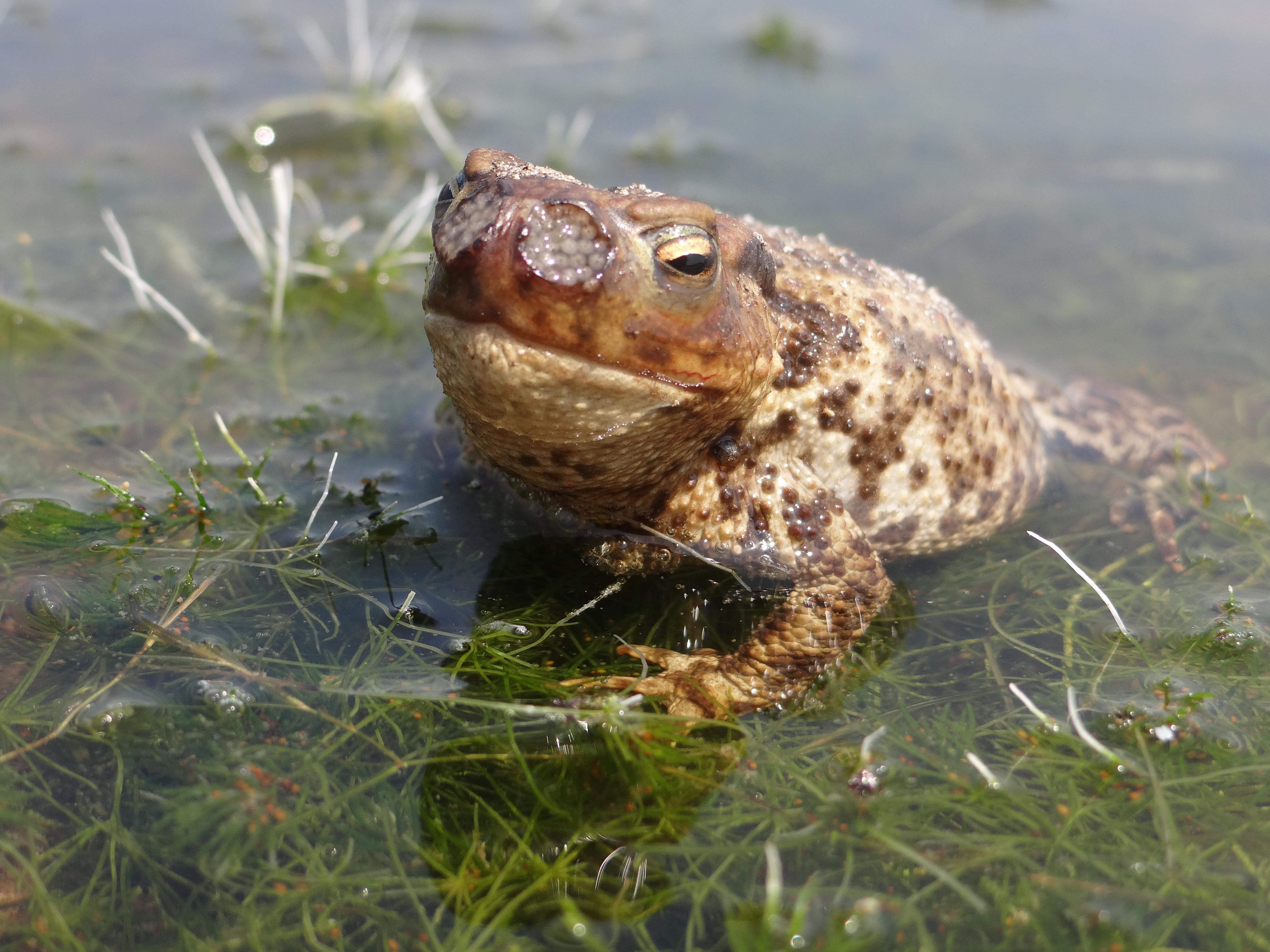
Narines dévorées d'un Crapaud commun (Baie de Somme)

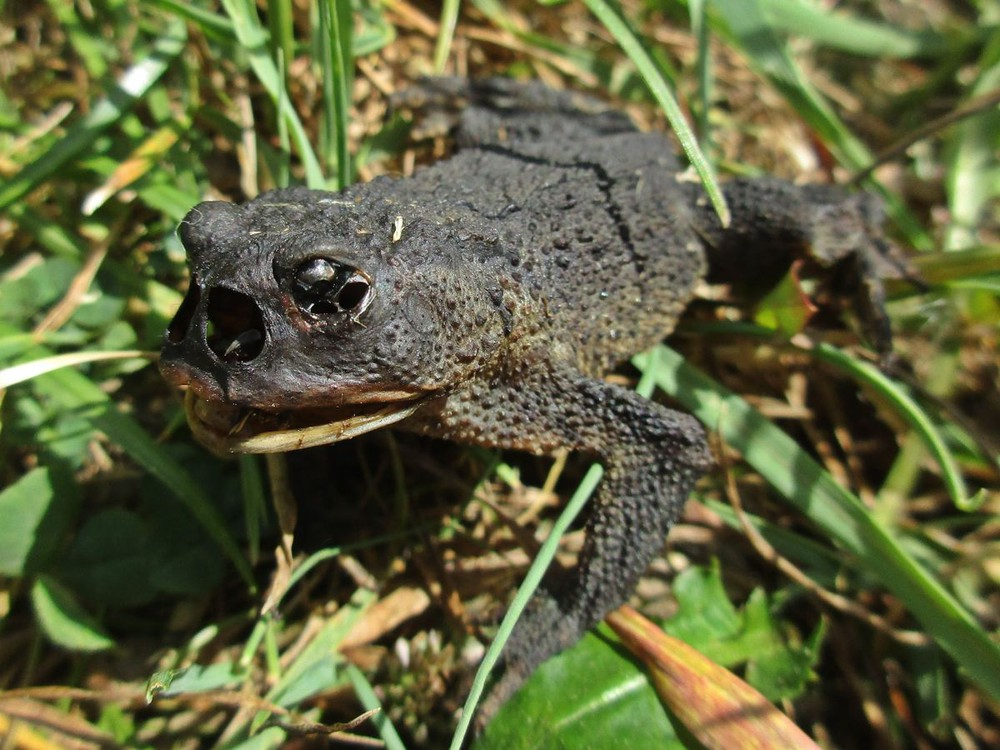
Développement parasitaire très avancé sur un Crapaud commun (Pays-Bas)

L'Anoure infecté est généralement reconnaissable dans ses premiers stades par des narines asymétriques, légèrement suintantes et un comportement atypique et diurne. Il est statique et n'est pas effrayé par la présence d'un prédateur. Ses seuls mouvements sont une sorte de bâillement régulier, liés à sa difficulté à respirer. Les crapauds infestés se retrouvent fréquemment dans ou près des plans d'eau, ce qui est généralement interprété comme une stratégie de défense contre les mouches ou comme un comportement pour soulager la douleur,,.
Les imagos de L. bufonivora étant diurnes et les Anoures étant nocturnes, on suppose une détection olfactive. La ponte de la femelle serait déclenchée par les mouvements des batraciens, les phéromones sexuelles échangées entre adultes ou par une kairomone. Les larves de L. bufonivora se nourrissent uniquement de la chair vivante des adultes ; les juvéniles, les sub-adultes et les crapauds morts n'étant jamais parasités,. 
L'hôte privilégié de L. bufonivora est le Crapaud commun ; il représente par exemple 85 % des cas infectés recensés depuis la fin du XIXe siècle en Rhénanie-du-Nord-Westphalie (Allemagne). Néanmoins, d'autres hôtes sont également possibles, et plus ou moins courant, à savoir Bufo calamita, B. viridis, Hyla arborea, Pelobates fuscus,  Rana arvalis, R. esculenta, R. temporaria et Alytes obstetricans. Les cas de myiase chez les Urodèles (Salamandra salamandra, Triturus alpestris, T. vulgaris) sont relativement rares,.
Sur un ensemble d'études réalisées en Rhénanie-du-Nord-Westphalie de 1998 à 2006, les taux d'infestation, variaient de 1,5 % à 19 % des Anoures adultes. Dans une mine à ciel ouvert de Frechen, le taux d'infestation était de 10 % des crapauds communs et de 15 % des Grenouilles vertes, en se basant sur les populations printanières comme valeur de référence. Dans des habitats dunaires des Pays-Bas, des taux d'infestation du même ordre de grandeur avec 8 % ont été calculés. Dans la région de Wuppertal, on a montré des taux d'infestation significativement plus élevés avec 46 % de tous les crapauds communs capturés, les femelles adultes présentant un taux d'infestation supérieur à 70 % que les mâles (13 %).
Ce phénomène ne semble pas rare, mais les animaux infestés sont rarement observés, car les Anoures sont plus susceptible de vivre cachés pendant la saison estivale. L'abondance des infections peut varier considérablement d'une année à l'autre, probablement en fonction des conditions météorologiques, de l'abondance d'hôtes potentiellement parasites, du succès parasitaire de l'année précédente et de la mortalité hivernale des pupes dans le sol. Cependant, il semble que cette myiase soit la règle plutôt que l'exception, du moins pour les Crapauds communs.

## Systématique
Parmi la famille des Calliphoridae, auxquelles appartient le genre Lucilia, environ 80 espèces peuvent déclencher des formes de myiase sur des animaux vivants, mais la majorité est uniquement saprophage. Il semble que ce soit une compétition importante sur les cadavres en décomposition qui soit à l'origine d'une plus grande précocité du stade de nourrissement des larves et par conséquent d'une infestation sur de la chair vivante.
L. bufonivora proviendrait d'une évolution hautement spécialisée de Lucilia sylvarum ; elles ont par ailleurs longtemps été considérées comme une seule et même espèce. Saprophage généraliste, cette dernière est ectoparasite d'Anoures facultative. Lorsqu'elles parasitent un Batracien, ses larves creusent les tissus pour atteindre les muscles, leurs blessures n'étant jamais placées dans les cavités nasales. Cette espèce infeste préférentiellement les jeunes crapauds. Physiologiquement, elle se distingue de L. bufonivora par le nombre de soies du thorax,.
Certains auteurs perpétuent un groupe nommé Bufolucilia. Créé en tant que genre par Townsend en 1935, ce groupe est alors composé de L. bufonivora et L. sylvarum, auxquelles Clinton Hall rajoute Lucilia elongata en 1948, une espèce néarctique également ectoparasite obligatoire d'Anoures et morphologiquement très proche des deux précédentes. En 1953, Maurice James rajoute une autre espèce néarctique, beaucoup moins connue, Lucilia thatuna. Celle-ci est également ectoparasite d'Anoures, mais morphologiquement différente des trois autres, elle est rapidement déconsidérée. En 1991, Knut Rognes synonymise les genres Bufolucilia et Lucilia, en faveur de ce dernier. Aujourd'hui, quelques auteurs contemporains reconnaissent encore ce groupe en tant que sous-genre,.

## Écologie et distribution
L'activité aérienne des imagos se poursuit en Europe de mai à septembre dans les prairies, haies et forêts fraîches et humides ; cette période se situant en dehors de la période de reproduction du Crapaud commun. Le développement de L. bufonivora est fortement corrélé à la température journalière et elles ne visitent leurs hôtes qu'aux températures quotidiennes moyennes les plus élevées,.
Il semble que L. bufonivora soit plus présente que ne le laissent penser les études globales car elle n'est que très peu collectée par les moyens traditionnels tels que les filets, la tente Malaise ou les pièges colorés dans les zones où son impact sur les Anoures est important. 
L. bufonivora est présente en Europe, en Afrique du Nord et en Asie dont la Chine, le Kazakhstan, la Russie (Sibérie), le Tibet et la Transcaucasie. Cette espèce considérée il y a peu comme uniquement paléarctique a récemment été découverte en écozone néarctique. Les premiers exemplaires Canadiens ont été découverts en 2014 à partir de spécimens originellement déterminés en tant que L. sylvarum. Ils provenaient du Manitoba, du Saskatchewan, de l'Alberta, et de la Colombie britannique
En Europe, elle est principalement présente dans la moitié nord, hors zone méditerranéenne, en Belgique, Danemark, Tchéquie, Russie européenne, Estonie, Finlande, France, Allemagne, Hongrie, Norvège, Pologne, Roumanie, Suède, aux Pays-Bas, en Ukraine, dans les îles Britanniques, et au Nord de la péninsule ibérique. Elle est de présence douteuse en Suisse et au Luxembourg.
En France, L. bufonivora a été trouvée au Nord-Est du pays dans le Pas de Calais, la Somme, les Ardennes, l'Aisne, les Yvelines, la Côte-d'Or, la Haute-Saône, le Doubs et l'Orne,.